# Caladenia picta
Caladenia picta é uma espécie de orquídea, família Orchidaceae, de New South Wales, na Austrália, onde cresce isolada, em grupos pequenos, ocasionalmente em touceiras, em charnecas, florestas de eucaliptos, e bosques. Apresentam calos com ápices grandes e globulares, os basais maiores e de cores diferentes dos distais. São plantas com uma única folha basal pubescente muito estreita e uma inflorescência rija, fina e pubescente, com até cinco flores pubescentes, com labelo trilobulado. Normalmente suas sépalas laterais e pétalas ficam todas dispostas para um mesmo lado como os dedos da mão.

## Publicação e sinônimos
- Caladenia picta (Nicholls) M.A.Clem. & D.L.Jones ex Chapm., Austral. Fl. Fauna Ser. 12: 520 (1991).

Sinônimos homotípicos:
- Caladenia alba var. picta Nicholls, Victorian Naturalist 47: 157 (1931).
- Petalochilus pictus (Nicholls) D.L.Jones & M.A.Clem., Orchadian 13: 410 (2001).